# اس‌ام یو-۱۲۰
اس‌ام یو-۱۲۰ (به انگلیسی: SM U-120) یک زیردریایی بود که طول آن ۸۱٫۵ متر (۲۶۷ فوت) بود. این زیردریایی در سال ۱۹۱۸ ساخته شد.